# جوليان جوردان
جوليان دوبنبرغ (بالإنجليزية: Julian Dobbenberg)‏ (من مواليد 20 أغسطس 1995)، المعروف باسمه الفني جوليان جوردان، هو دي جي هولندي ومنتج وموسيقي من أبلدورن. يشتهر بأغاني "Kangaroo" مع ساندر فان دورن و"BFAM" مع مارتن غاركس.

## روابط خارجية
- جوليان جوردان على موقع ميوزك برينز (الإنجليزية)
- جوليان جوردان على موقع ديسكوغز (الإنجليزية)